# 敷西県
敷西県（ふせい-けん）は、中国にかつて存在した県。現在の陝西省渭南市華陰市羅敷鎮に相当する。
487年（太和11年）、北魏により敷西県が設置された。廃止時期は不明であるが隋初に廃止されている。唐代には敷西駅として史書に記録がある。